# Isla de Eccica
Isla de Eccica (en francés: Île d'Eccica; en corso: Isula d'Eccica ) es una isla en el extremo suroeste del Golfo de Valinco, Propriano, en el mar mediterráneo al sureste del país Europeo de Francia. Administrativamente hace parte del departamento de Córcega del sur (Corse-du-Sud), en la región con estatus de colectividad territorial de Córcega. No posee población permanente y su punto más alto alcanza los 8 metros sobre el nivel del mar.